# Golo Brdo (Virovitica)
Golo Brdo is een plaats in de gemeente Virovitica in de Kroatische provincie Virovitica-Podravina. De plaats telt 366 inwoners (2001).